# Fabian Bröcker
Fabian Bröcker (* 15. April 1983 in Bad Segeberg) ist ein deutscher Fußballspieler.

## Karriere
Nachdem Bröcker die Jugendmannschaften von Holstein Kiel, FC St. Pauli und dem Hamburger SV durchlaufen hatte, gelang ihm der Sprung in die zweite Mannschaft vom HSV, wo er ab 2002 zur Stammelf in der Regionalliga gehörte. Bröcker stand auch mehrfach im Kader der Bundesligamannschaft des HSV, wo er aber zu keinem Einsatz kam.
2005 wechselte Fabian Bröcker zum Zweitligisten FC Erzgebirge Aue, wo er sich jedoch nicht durchsetzen konnte. Nach einjährigem Engagement ging im Februar 2006 Bröcker zum saarländischen Regionalligisten SV Elversberg, verlängerte seinen Vertrag dort jedoch nach der Saison 2006/07 nicht. Während der Zeit als vereinsloser Spieler hatte Bröcker die Möglichkeit, sich bei der zweiten Mannschaft vom Hamburger SV fit zu halten.
Im Januar 2008 wechselte Bröcker zum Regionalligisten Eintracht Braunschweig, wo er einen stark leistungsbezogenen Vertrag bis zum Ende der Saison 2008/09 unterschrieb, Bröcker jedoch in den Planungen von Trainer Torsten Lieberknecht in der Saison 2008/09 keine Rolle mehr spielte.
Zur Saison 2008/09 schloss sich Bröcker daraufhin dem mecklenburgischen Verbandsligisten Anker Wismar an. Den Kontakt stellte der ehemalige Hansaprofi René Rydlewicz her, der seinerzeit in der Hansestadt Teammanager und neuer Mitspieler war. Als Kapitän stieg er mit der Mannschaft unter Trainer Timo Lange im Jahr 2010 in die Oberliga Nordost auf. In drei Jahren Oberliga erzielte er für den Verein 33 Tore in 77 Spielen, die Saison 2012/13 endete mit dem Abstieg in die Verbandsliga. 2015 stieg er mit Wismar wieder in die Oberliga auf und ein Jahr später beendete er dann seine aktive Karriere.